# 1920年代中国
| 中国历史 / 中国历史年表                                                                                                   |
| 世紀： 19世纪中国 / 20世纪中国 / 21世纪中国                                                                               |
| 年代： 1890年代中国 / 1900年代中国 / 1910年代中国 / 1920年代中国 / 1930年代中国 / 1940年代中国 / 1950年代中国大陆         |
| 年份： 1921年中国 / 1922年中国 / 1923年中国 / 1924年中国 / 1925年中国 / 1926年中国 / 1927年中国 / 1928年中国 / 1929年中国 |
| 纪年： 乙丑年（牛年）、中华民国14年                                                                                       |

國際聯盟成立，中国为创始国

中國共產黨成立，并于中共二大加入共产国际

1920年代中國指的是從1920年到1929年的時局變化。在经历了1910年代的多次政治事件以及第一次世界大战的国际环境，中华民国北洋政府未能建立起有效的中央政府，地方政府也无法絕對控制相关省区。社会輿論开放、社會運動频繁、反對黨和軍阀都成了北洋政府的制衡力量，北伐战争以后东北易帜，北洋政府时期正式结束，进入中华民国国民政府时期:2-3。

## 政治
这十年中，中国共产党成立。廣州國民政府初受軍閥控制，但在中國國民黨實行聯俄容共以後，因成立黃埔軍校，漸能掌控兩廣軍事大局；加上中國國民黨組織、宣傳和運動，到1925年五卅運動後，中國國民黨在廣州成立之國民政府，成為國家統一希望:13。1926年1月，中國國民黨在廣州召開第二次全國代表大會，中國共產黨員及中國國民黨左派佔了優勢，密謀倒蔣，形勢對蔣中正不利:44。1926年3月20日，蔣發覺中山艦行動可疑，懷疑共產黨陰謀暴動，遂斷然逮捕代理海軍局長、中共黨員李之龍及軍中共產黨員，解聘蘇聯軍事顧問團團長季山嘉，遣送回國，汪精衛對蔣大為不滿，稱病請假出國:44。1926年5月，蔣與鮑羅廷商定「整理黨務案」，要點是：1.凡中國共產黨員加入中國國民黨，務須服膺三民主義；2.中國共產黨員在中國國民黨各高級黨部之委員人數不得超過總數之三分之一；3.中國共產黨員不得充任中國國民黨中央機關之部長:44。先后历经北伐国共第一次合作、南京国民政府成立。國共合作全面破裂後，中國共產黨迫於形勢，倉猝起事，1927年8月1日在周恩來領導下，賀龍、葉挺、朱德等策動受共產黨影響之北伐軍2萬人發難，佔領南昌，幾天後敗逃:41。1927年7月清黨後，陳獨秀被指為右傾機會主義者而被迫下台。中共由瞿秋白繼續領導。「南昌起事」失敗後又發生兩湖秋收起事。毛澤東等率領殘部四百餘人與朱德等殘部於江西井崗山會合，並成立第一個蘇維埃組織，簡稱蘇區，並採游擊戰略與國軍週旋。1928年，在共產國際指導下，中共在莫斯科召開第六次全國代表大會。議決暫停工農暴動政策，以發展工農紅軍為要務，並建立蘇維埃鞏固共產黨實力，實行土地改革新措施。这次会议统一了全党思想，并克服了党内存在的左倾，毛澤東漸露頭角。1928年起，國府在中央層面逐步建立起一個以訓政為目的的管治模式。1928年10月4日，中国国民党中央颁布第172次党务会议通过的《训政纲领》，此後，國民政府即依據「訓政綱要」實施訓政，並草擬訓政時期約法。中國國民黨在1926至1928年之革命中獲勝，成為執政黨:3。

### 外交政策
此一時期，起先北洋政府是國際所承認之唯一合法政府，參與各種國際事務，大部時間有由國會選出之總統，有由總統任命之內閣:2。1926年7月廣州國民政府派兵北伐，1927年4月建立南京國民政府，到1928年6月推翻北洋政府，成為國際上所承認之合法政府:10。

### 民族政策
民國建立後，滿漢間民放矛盾消失，蒙漢、藏漢、回漢間矛盾擴大，主政者倡「五族共和」，謀摶成中華民族，實際政策無論是優待滿蒙，還是種族同化，國內民族矛盾大於清代，同時英國、俄國從軍事、外交介入西藏、蒙古，問題變得複雜:9-10。北伐完成前後，中國國民黨主導國家發展，積極解決國內民族問題，但收到成果不很大，民族主義與帝國主義衝轉趨劇烈:10。

### 财政政策
1928年能為中央提供財政收入之省分只占中华民国法定疆域的三分之一，而且都集中在中國東南地區中國國民黨實際控制區域內:15。1929年大蕭條，各國不敢向外投資。例如發轫於1920年代的针织、丝织、染织、印染、毛纺织等工业都有長足發展。國府早於1927年北伐之後，在英美的支持下使用白銀為抵押，開始籌備統一貨幣，推行貨幣改革，逐步廢除銀本位制度。

## 军事
中国国民党完成北伐和清党后內憂外患頻仍，1928年至1930年間各派軍人之衝突，甚至比北洋政府時期為激烈:6。革命勢力，藉國共合作、各種政治和社會運動，由南方發展到北方，最後北伐成功:10。中国基本完成统一。此後中共先後在湖南、廣東東部和廣州等地起事，均告失敗，毛澤東在湖南起事失敗後，率殘部進入江西、湖南交界之井岡山，建立紅軍和發展革命根據地:41-42。
國家人力物力主要消耗在權力鬥爭或內戰上:4-5。1928年秋，中國國民黨宣佈「军政時期」結束，「[]训政]時期」開始，頒佈《訓政綱領》，實行一黨專政，以黨治國，收歸地方政權；1929年元旦，召開國軍編遣會議，將全國軍隊整編、裁遣，以減少軍費開支並收歸軍權，馮玉祥及李宗仁指蔣中正以編遣之名，行削藩之實，密謀對抗:41。由于国共关系破裂，导致第一次国共内战发生。惟中共自1927年以後武裝割據、武力擴張，對南京國民政府之威脅與日俱增:3。1929年3月，桂系李宗仁首先發難，此後馮玉祥、唐生智等各路軍閥先後起兵，均告失敗:41。

## 大事紀

### 1921年
- 蒙古人民党在苏联红军支持下发动革命夺取政权，驱逐了俄国白军势力和北洋政府官员。
- 孫中山发动三次革命，在广州市任中華民國非常大总统。
- 中国共产党第一次全国代表大会在上海市举行，标志中国共产党成立[6]:2。
- 日本将山东交還中華民國。

### 1922年
- 7月16日至7月23日——中國共產黨第二次全國代表大會在上海召開，大會制定黨綱，提出反帝反封建是黨在民主革命時期之基本任務，最終目的是實現共產主義，並通過《中國共產黨加入第三國際決議案》和《關於民主的聯合戰線的決議案》等[6]:3。

### 1923年
- 中国国民党本部军事委员会成立，蔣被任為委員，旋又受任為大本營參謀長；蔣辭東路討賊軍參謀長職，專辦大本營機務，扈從孫中山親征[7]:9。孙文越飞宣言，苏联支持孙中山。国共合作。
- 6月12日至6月20日——中國共產黨第三次全國代表大會在廣州召開[6]:3。

### 1924年
- 1月20日——中國國民黨在廣州舉行第一次全國代表大會，至1月30日[6]:4。
- 2月1日——旅歐中國少年共產黨機關刊物《赤光》出刊第一期，周恩來任主編，鄧小平等參加編輯出版工作[6]:4。

### 1925年
- 1月11日至1月22日——中國共產黨在上海舉行第四次全國代表大會，會議分析中國社會各階層在革命運動中之地位，總結國共合作一年來之經驗教訓，指出無產階級領導權和工農聯盟之重要，作出職工運動、農民運動、婦女運動、青年運動之決議[6]:4。
- 5月30日——上海發生英國屠殺中國群眾之五卅慘案，隨後全國各大城市形成大規模之全民反帝運動[6]:4。

### 1926年
- 4月，蔣建議中國國民黨中央，請整軍肅黨，準期北伐[7]:11。4月16日，中國國民黨中央黨政聯席會議推蔣為軍事委員會主席[7]:11。
- 5月，第二次全體執委會開會，蔣為主席，決議接受海內外請願北伐案，發表宣言[7]:11。
- 6月1日，中央常會決議，任蔣為中央組織部部長[7]:11。
- 6月4日，中央全體執委及各省市海外黨部聯席會議開會決議，迅即出師北伐，並任蔣為國民革命軍總司令[7]:11。

### 1927年
日本首相田中義一制定《對華政策綱領》，宣稱滿洲和蒙古對日本國防和國計民生有重大關係，是日本生命線，為維護滿蒙權益，將不惜動用武力:45。

#### 4月
- 中共中央機關由上海遷到武漢，中央軍委分配朱德、陳毅、劉伯承、鄧小平等工作[6]:5。
- 武漢政府下令，突免蔣職[7]:13-14。
- 4月12日——蔣在上海發動政變，捕殺工人和中國共產黨員[6]:5。蔣解散上海總工會等非法組織，彻底清除中國共產黨份子[7]:13-14。
- 4月18日——國民政府奠都南京，蔣發表告民眾書[7]:13-14。
- 4月27日至5月9日——中國共產黨第五次全國代表大會在武漢舉行，大會中心議題是確定黨在緊急時期之任務，通過政治形勢與任務等各項決議案[6]:5-6。

#### 5月
- 共產國際向中共發出指示，要求中共實行土地革命政策，建立工農武裝隊伍8至10個師，並改組武漢政府[2]:44。

#### 6月
- 共產國際代表羅易把電報副本送給汪精衛看，汪精衛認為這是對國民革命事業之根本危害，遂加緊部署反共[2]:44。国共合作破裂。

#### 7月
- 7月12日——根據共產國際執行委員會之指示，中共中央改組，由張國燾、李維漢、周恩來、李立三、張太雷組成臨時中央常務委員會，陳獨秀停職[6]:6。
- 7月15日——武漢中國國民黨中央通過「分共」決議案，汪精衛大規模捕殺中國共產黨員和群眾，中共中央臨時常委迅即決定實行武裝反抗，在南昌舉行武裝起義[6]:6。

#### 8月
- 8月1日——根據中共中央決定，以周恩來為首之中国共产党前敵委員會和賀龍、葉挺、朱德、劉伯承等領導北伐部隊3萬餘人，在南昌舉行武裝起義，打響武裝反抗中國國民黨第一槍[6]:6。

#### 9月
- 9月9日——中共前敵委員會書記毛澤東領導湘贛邊界秋收起義[6]:6。

### 1928年
- 4月，日本出兵山東，阻礙北伐，蔣一面與日本交涉，一面委朱培德為前敵總指揮，積極北進；直魯聯軍反攻濟寧；蔣親赴界河，督攻兗州，以挽救之；蔣赴泰安，督攻濟南，並決定濟南克復後，即渡河追擊，不使日本阻止礙行進[7]:16。
- 5月3日至5月5日，日軍在濟垣橫行滋擾，向國軍襲擊挑釁，蔣嚴戒國軍勿予還擊，並嚴令入濟南部隊，於5月3日夜退出城郊，派員與日軍師團長福田商約束部隊，未得要領；5月4日、5月5日，日軍仍繼續放槍發炮，並引張宗昌以飛機炸國軍司令部，蔣為完成北伐，忍辱勿較，限令國軍星夜渡河，僅飭留李延年步兵團駐守；5月6日移節黨家莊，繼續提兵北進，並籲召汪精衛、胡漢民回國，又切告奉系早日覺悟，日本阻礙陰謀，於是粉碎；蔣進駐石家莊督師[7]:16。
- 6月18日至7月11日——中國共產黨第六次全國代表大會在莫斯科舉行，大會指出中國社會性質仍然是半殖民地半封建社會，當時之政治形勢是處在兩個革命高潮之間，中國共產黨之總任務不是進攻，而是爭取群眾，準備暴動，大會制定反對帝國主義封建主義、實行土地革命、建立工農民主專政之綱領，選出新中央領導機構，鄧小平作為中共中央秘書長，在國內協助李維漢、任弼時處理中央日常工作[6]:7。
- 12月——张学良易帜，国民革命军北伐成功。

### 1929年
- 6月25日至6月30日——中國共產黨在上海舉行六屆二中全會，會議全面地總結檢查六大以來工作，提出繼續深入土地革命，開展游擊戰爭，擴大蘇維埃區域，建立紅軍，糾正非無產階級意識，加強公開工作和秘密工作等項任務[6]:7。
- 9月27日——俞作柏、李明瑞通電反蔣[6]:8。
- 9月28日、9月30日——蔣介石兩次打電報給李明瑞，威脅他不要「效尤李、白，重蹈張逆（發奎）自絕黨國之覆轍」，李明瑞置之不理[6]:8。
- 10月1日——俞作柏、李明瑞不聽鄧小平勸說，在南寧召開大會，誓師反蔣，宣布由俞作柏任討蔣南路軍總司令，李明瑞任副總司令，出發攻粵[6]:8。
- 10月中旬——俞作柏、李明瑞反蔣失敗，鄧小平和黨其他領導人決定把掌握之三支部隊拉出南寧，轉移到左右江地區[6]:9。

## 出生
- 1920年2月23日——孔德成，孔子七十七代嫡長孫，衍聖公，大成至聖先師奉祀官。（2008年逝世）
- 1920年3月7日——柏楊，台灣作家、觀察家和文化思想家，被稱為「台灣的魯迅」。（2008年逝世）
- 1920年9月30日——張愛玲，中国现代著名作家。（1995年逝世）
- 1921年2月16日——華國鋒，中國共產黨前主席和中華人民共和國前總理。（2008年逝世）
- 1921年6月27日——白光，1940至1950年代的中國著名影星、歌星，素有「一代妖姬」之稱。（1999年逝世）
- 1921年11月12日——曾灶財，香港傳奇人物。（2007年逝世）
- 1922年10月1日——杨振宁，出生于安徽省合肥县（今肥西县），著名美籍华裔科学家、诺贝尔物理学奖获得者。
- 1922年10月24日——毛岸英，中國前領導人毛澤東長子，在韓戰遇难。（1950年逝世）
- 1923年1月15日——李登輝，中華民國前總統。
- 1923年5月17日——鄒承魯，中國生物化學家。（2006年逝世）
- 1923年9月24日——李元簇，中華民國前副總統。
- 1923年12月2日——單國璽，耶穌會會士，樞機主教。（2012年逝世）
- 1924年2月6日——金庸，原名查良鏞，中國新武侠小说代表作家之一。
- 1924年12月24日——喬石，中國政治人物，前全國人民代表大會常務委員會委員長。
- 1926年8月17日——江澤民，前中共中央總書記、國家主席、中央軍委主席。
- 1926年11月25日——李政道，美籍華人物理學家。
- 1927年3月5日——王又曾，台灣企業家。
- 1927年3月30日——曾近榮，香港男演員及主持人。（2011年逝世）
- 1927年8月19日——星雲法師，中華民國揚州人，創辦佛光山寺及佛陀紀念館。
- 1928年1月5日——錢其琛，中國外交家，前中華人民共和國副總理兼外交部長。
- 1928年7月29日——李嘉誠，香港國際企業家，香港及亞洲首富，亦是華人首富。
- 1928年10月1日——朱鎔基，中華人民共和國第九任國務院總理、前中國人民銀行行長。
- 1928年10月20日——李鵬，中國政治人物，前全國人民代表大會常務委員會委員長、國務院總理。
- 1928年10月21日——余光中，中國當代作家、詩人。

## 逝世
- 1921年6月14日——周務學，中華民國少將（1869年出生）
- 1921年10月27日——严复，启蒙思想家（1853年出生）
- 1925年3月12日——孫中山，興中會、同盟會、中華革命黨的主要創辦人（1866年出生）
- 1925年8月20日——廖仲愷，中國政治人物（1877年出生）
- 1926年4月26日——邵飘萍，中国记者（1886年出生）
- 1927年4月28日——李大釗，中國革命烈士，中國共產黨創始人之一。在北京被北洋軍閥處決（1889年出生）
- 1927年6月2日——王國維，國學大師，自沉於北京頤和園昆明湖（1877年出生）
- 1927年7月4日——陳延年，中國共產黨第一任書記陳獨秀長子，革命烈士（1898年出生）
- 1927年7月19日——趙世炎，革命烈士，上海工人武裝起義領導者（1901年出生）
- 1927年12月12日——張太雷，革命烈士（1898年出生）
- 1928年6月3日——黎元洪，中华民国第三任总统（1864年出生）
- 1928年6月4日——张作霖，北洋军阀奉系首领（1875年出生）
- 1929年1月19日——梁啟超，中國思想與評論家（1873年出生）